# Nationales Frauendenkmal

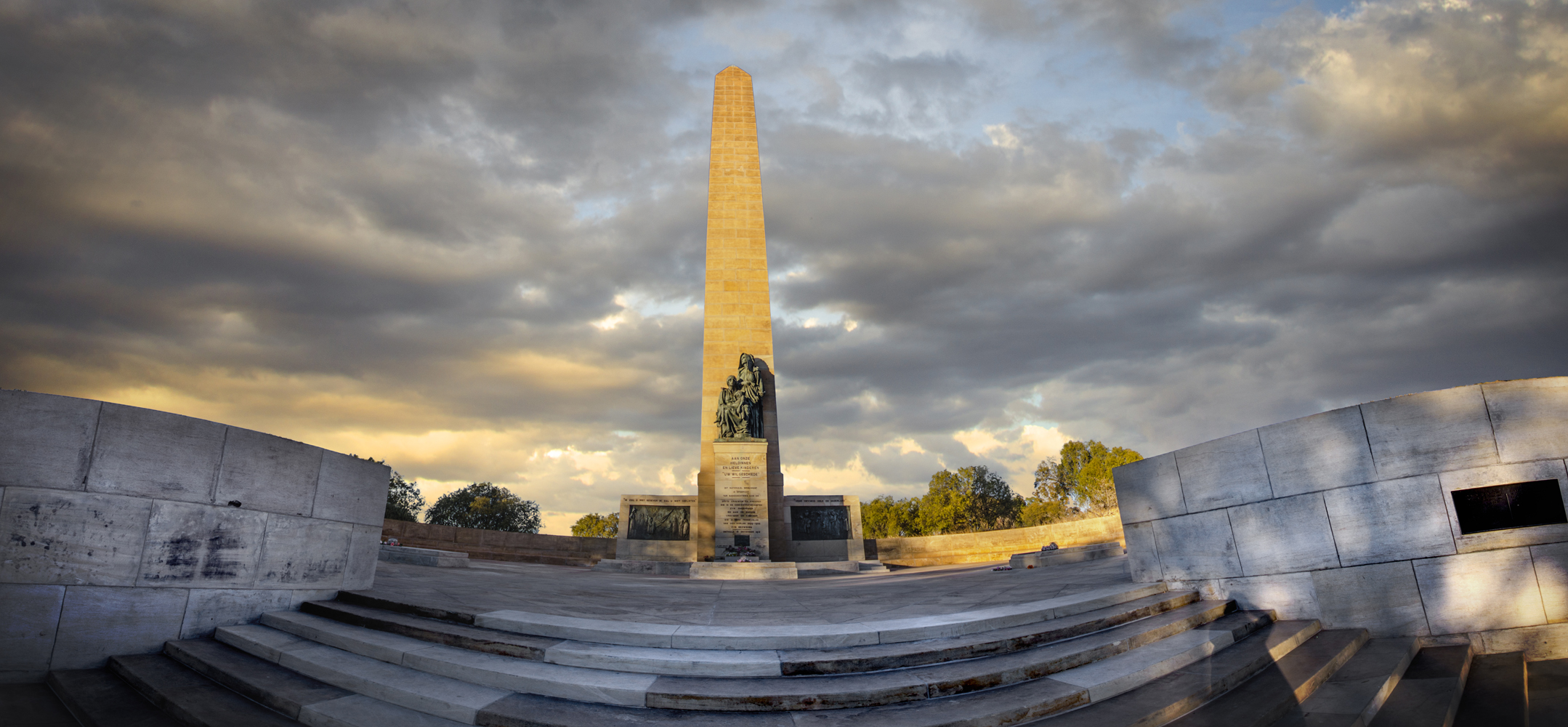
Frauendenkmal in Bloemfontein

Das Nationale Frauendenkmal (englisch National Women’s Monument oder afrikaans Nasionale Vrouemonument) in Bloemfontein, Südafrika, erinnert an das Leiden von etwa 27.000 Buren-Frauen und Kindern, die in britischen Konzentrationslagern während des Zweiten Burenkrieges starben. Das am 16. Dezember 1913 eingeweihte Denkmal ist heute eine Provincial Heritage Site in der Provinz Freistaat.

## Bauwerk
Das Denkmal wurde von dem Architekten Frans Soff, der aus Pretoria stammte, und dem Bildhauer Anton van Wouw gestaltet. Es besteht aus einem 36,5 Meter hohen Obelisken aus Kroonstad-Sandstein und niedrigen, halbkreisförmigen Mauern auf beiden Seiten. Eine zentrale Bronzeplastik, die von Emily Hobhouse mitentworfen wurde, zeigt zwei trauernde Frauen und ein sterbendes Kind im Konzentrationslager Springfontein. Die sitzende, barfüßige Frau, deren Gesicht Trauer, Verzweiflung und Entsetzen ausdrückt, hält das tote Kind auf ihrem Schoß. Damit orientiert sich das Denkmal an Bildern der trauernden Mutter Gottes, die den toten Jesus Christus hält, und steht in den Traditionen christlicher Ikonografie von Anna selbdritt und der Pietà.
Das Denkmal wurde am 16. Dezember 1913 in Anwesenheit von etwa 20.000 Südafrikanern enthüllt. Dreizehn Jahre später wurde die Asche von Emily Hobhouse am Fuße des Denkmals bestattet. Neben dem Denkmal liegen außerdem die Gräber von Christiaan de Wet, Rev. J. D. Kestell sowie dem Präsidenten des Oranje-Freistaats Martinus Steyn und seiner Frau.

## Ursprung
Die Idee für ein Denkmal stammte von Martinus Steyn, als er nach dem Burenkrieg in Europa medizinisch behandelt wurde. Er wurde in seinem Vorhaben von der britischen Menschenrechtsaktivistin Emily Hobhouse und dem Afrikaans-Dichter Totius unterstützt. Bei seiner Rückkehr nach Südafrika stellte Steyn ein Komitee zusammen, um das Projekt in die Wege zu leiten. Der Vorschlag, statt des Denkmals eine Schule oder ein Krankenhaus zu errichten, wurde von mehreren Burenorganisationen verworfen.
Buren sammelten von 1907 bis 1911 für das Denkmal 10.000 Pfund Sterling. Der Baubeginn wurde durch englischsprachige Gemeinderatsmitglieder von Bloemfontein verzögert, die meinten, das Denkmal werfe ein schlechtes Licht auf Großbritannien und dessen lokale Unterstützer des Krieges. Premierminister Louis Botha, der nach dem Krieg eine Politik der Versöhnung der Kriegsparteien verfolgte, sprach sich ebenfalls gegen das Denkmal aus.

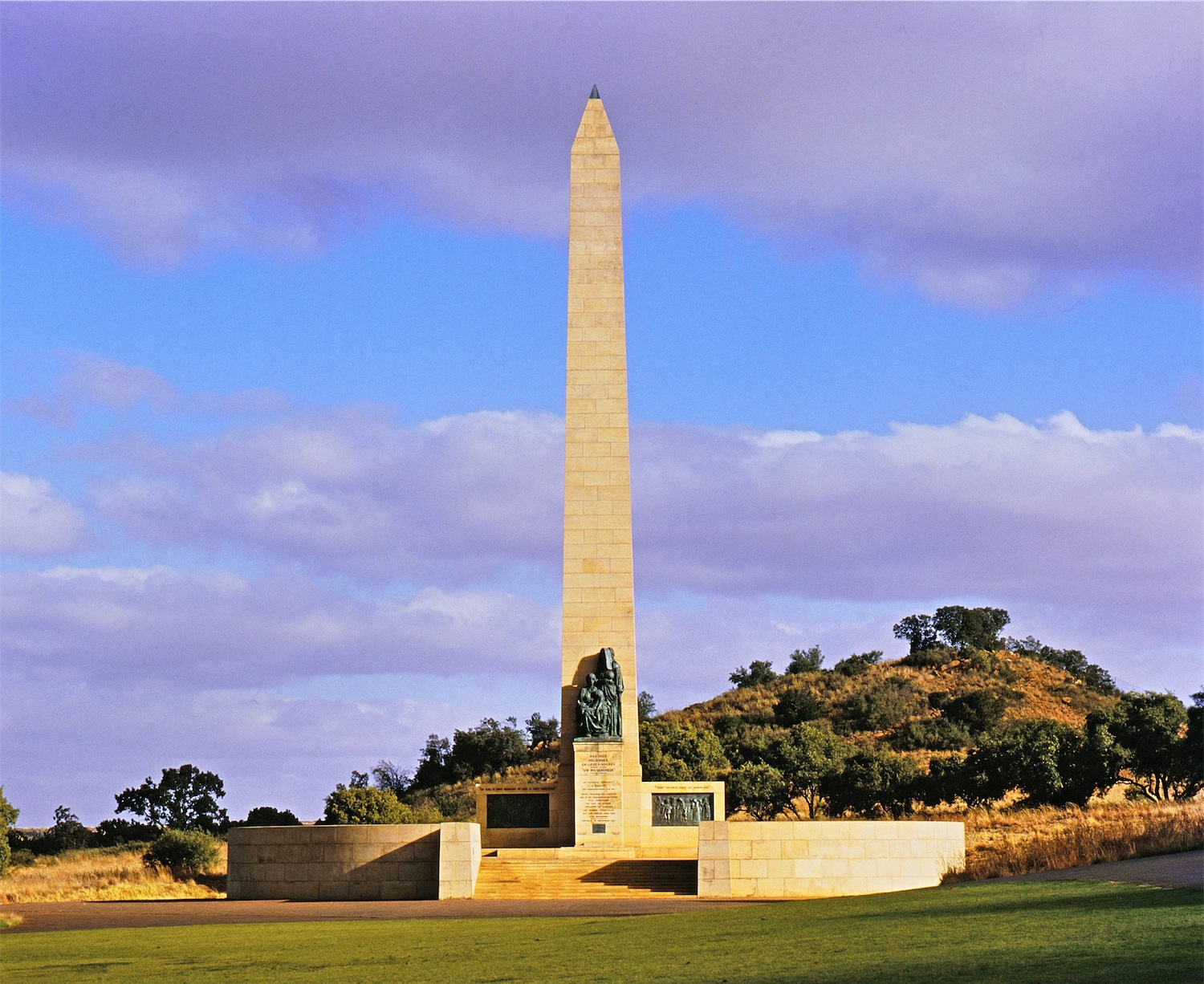
Gesamtansicht
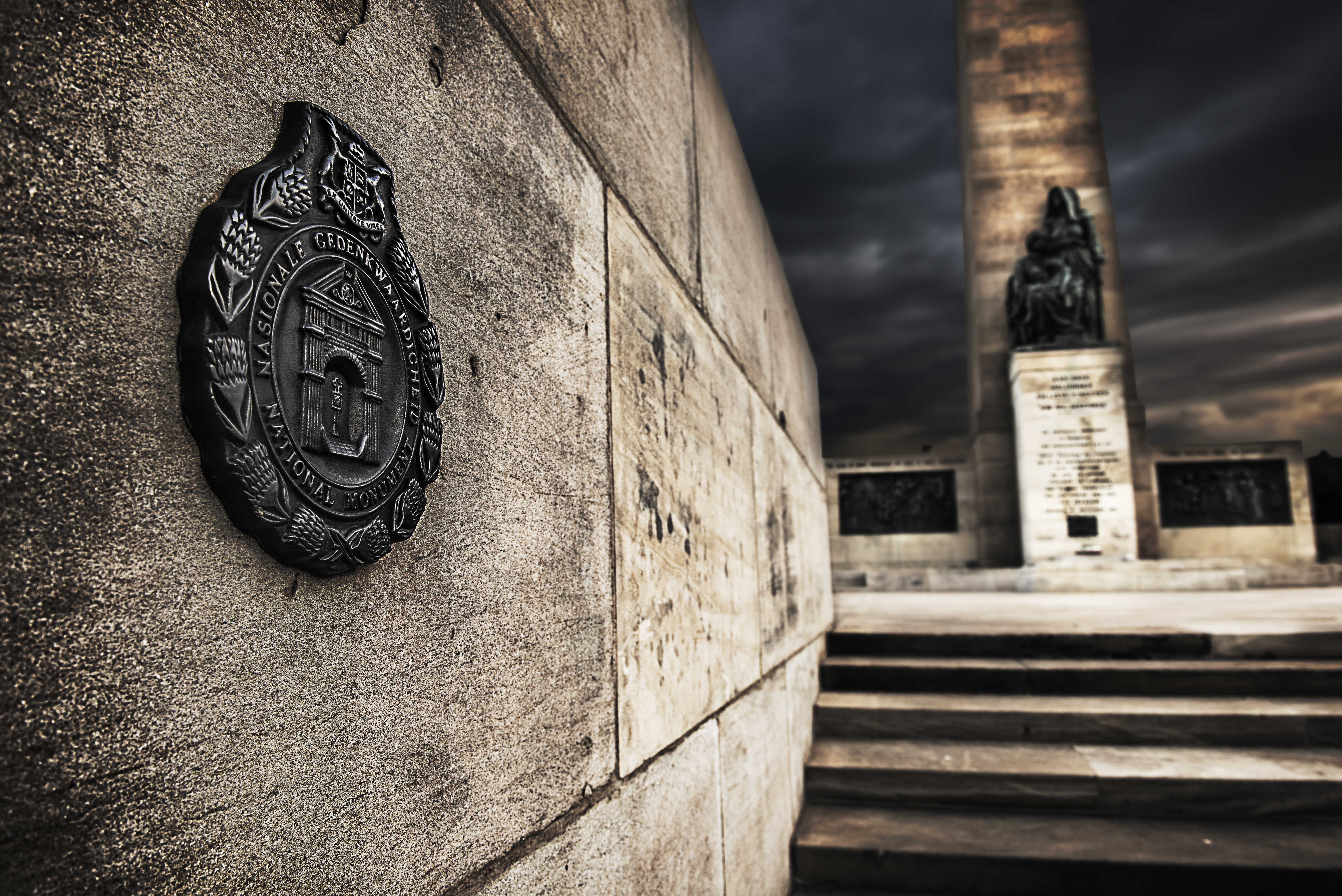
Bronzeplakette an der seitlichen Mauer
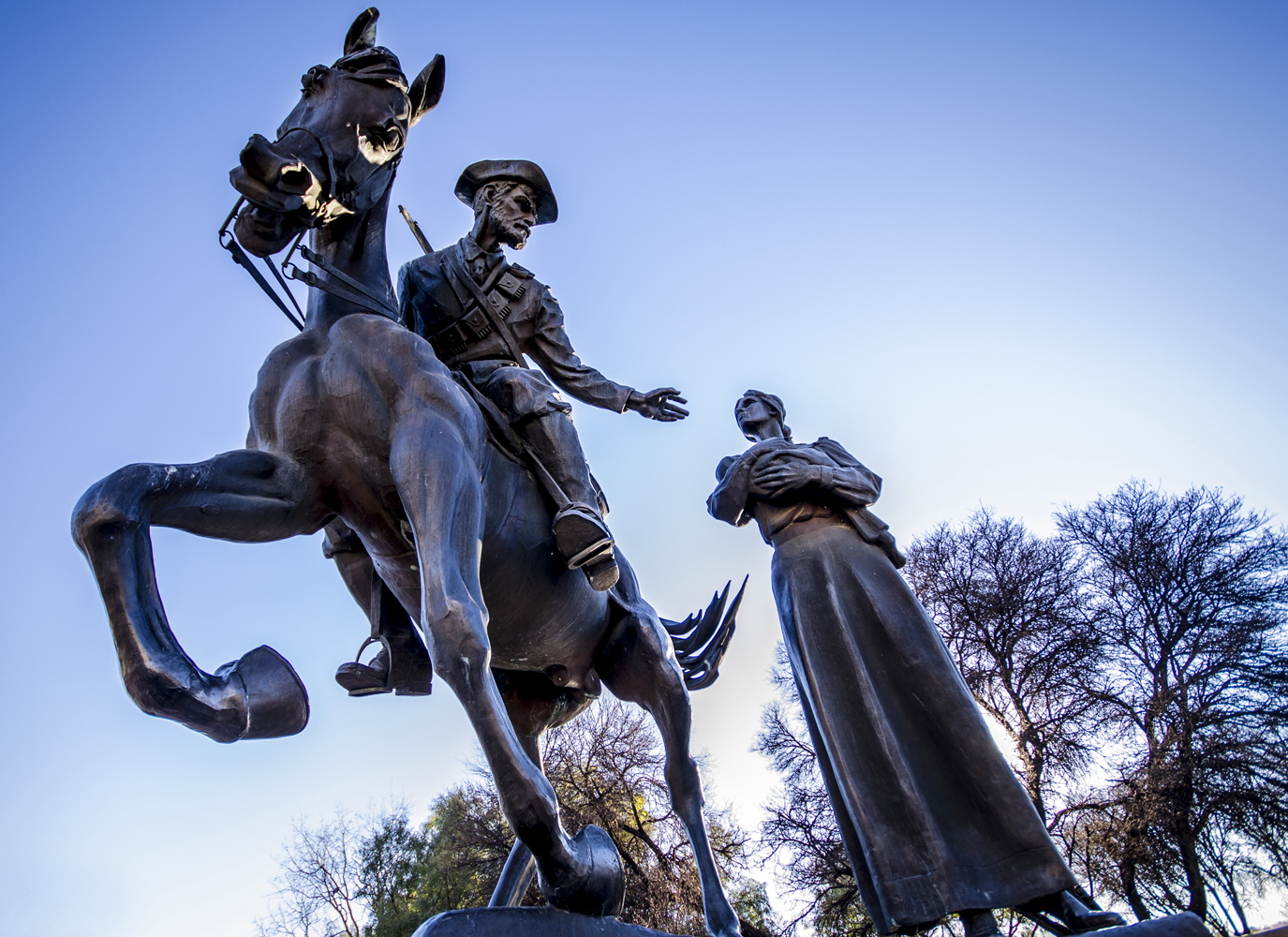
Eine der Statuen
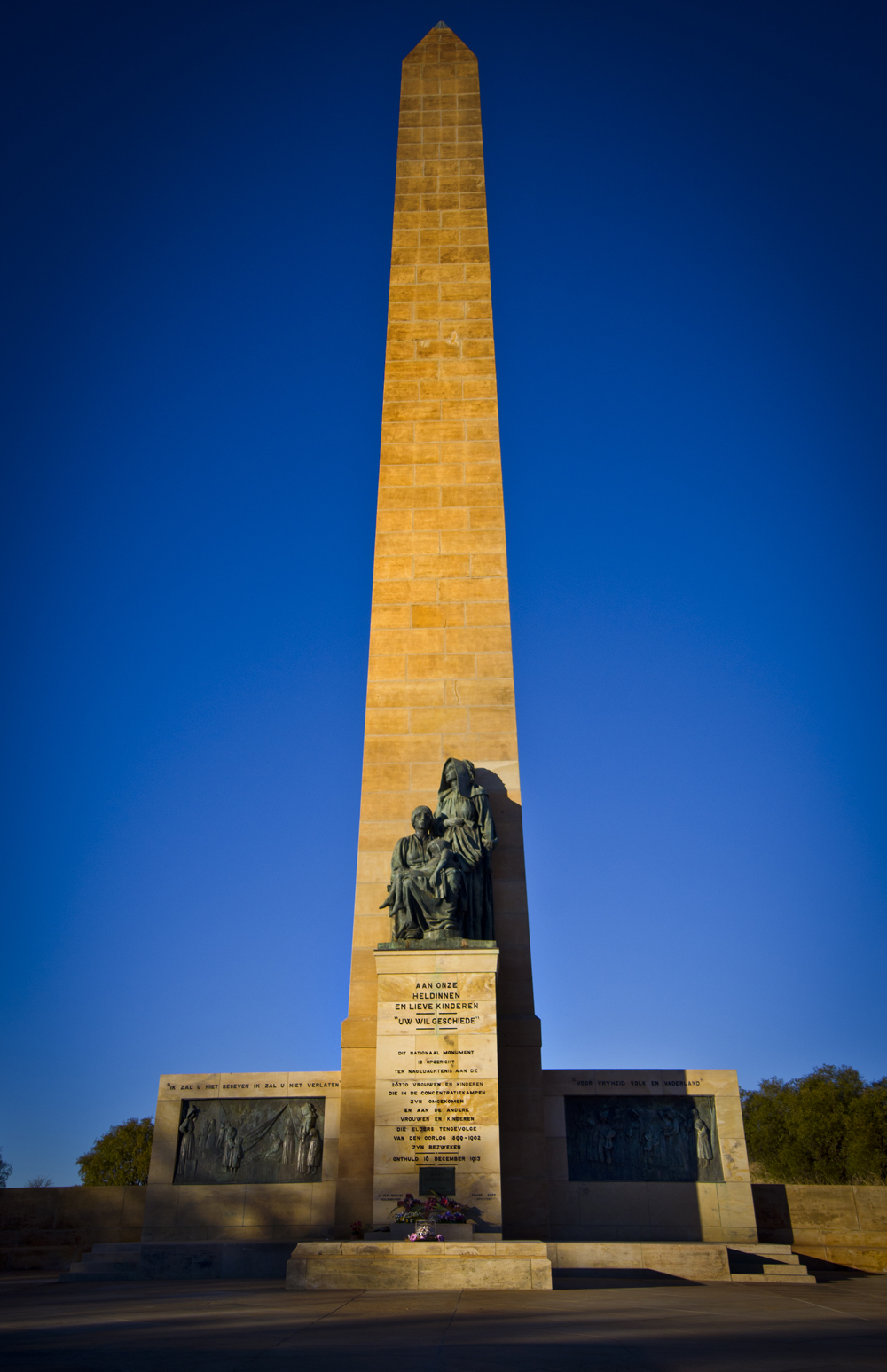
Plastik und Obelisk
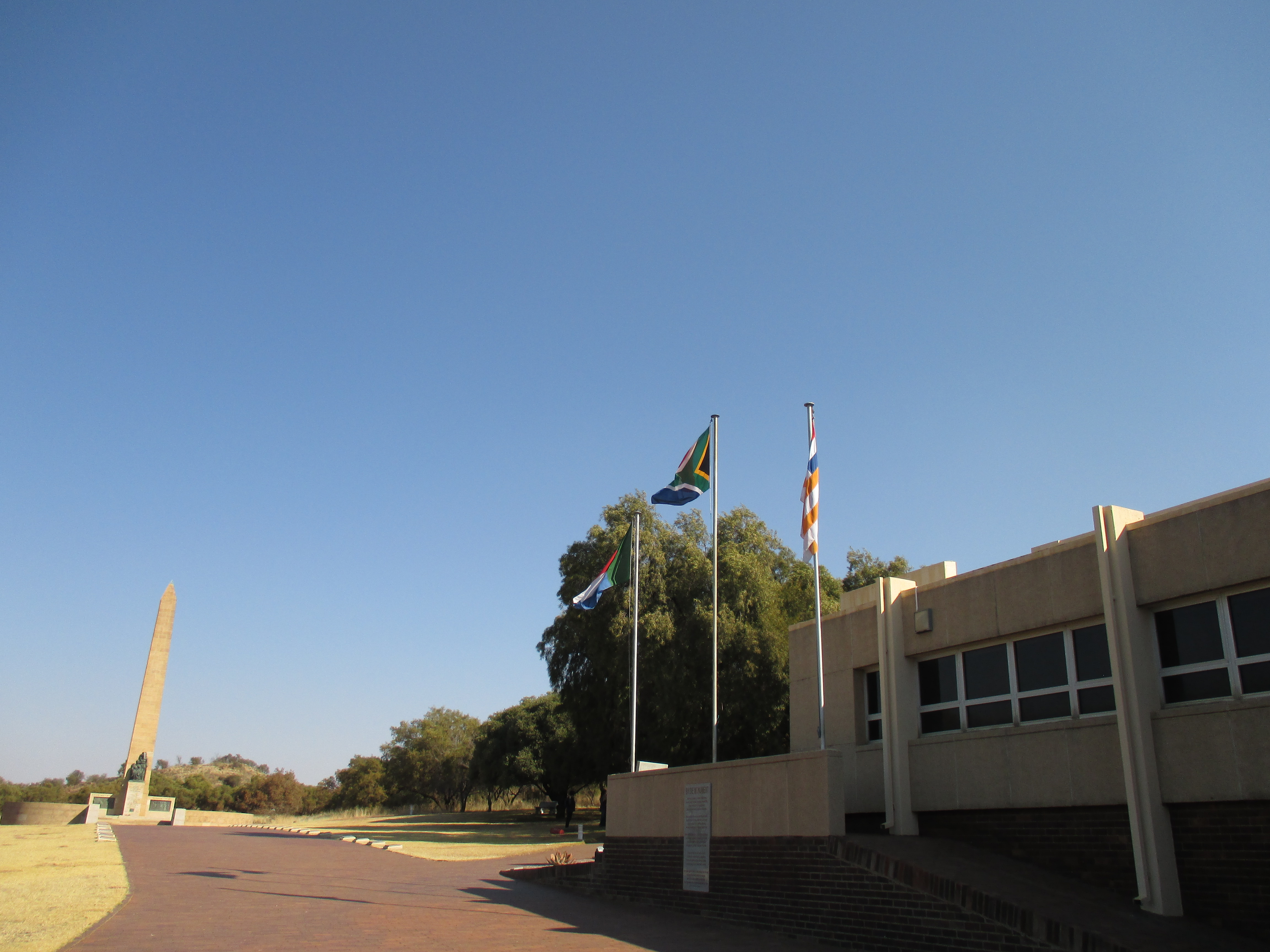
Museum zum Zweiten Burenkrieg

## Intention und Wirkung

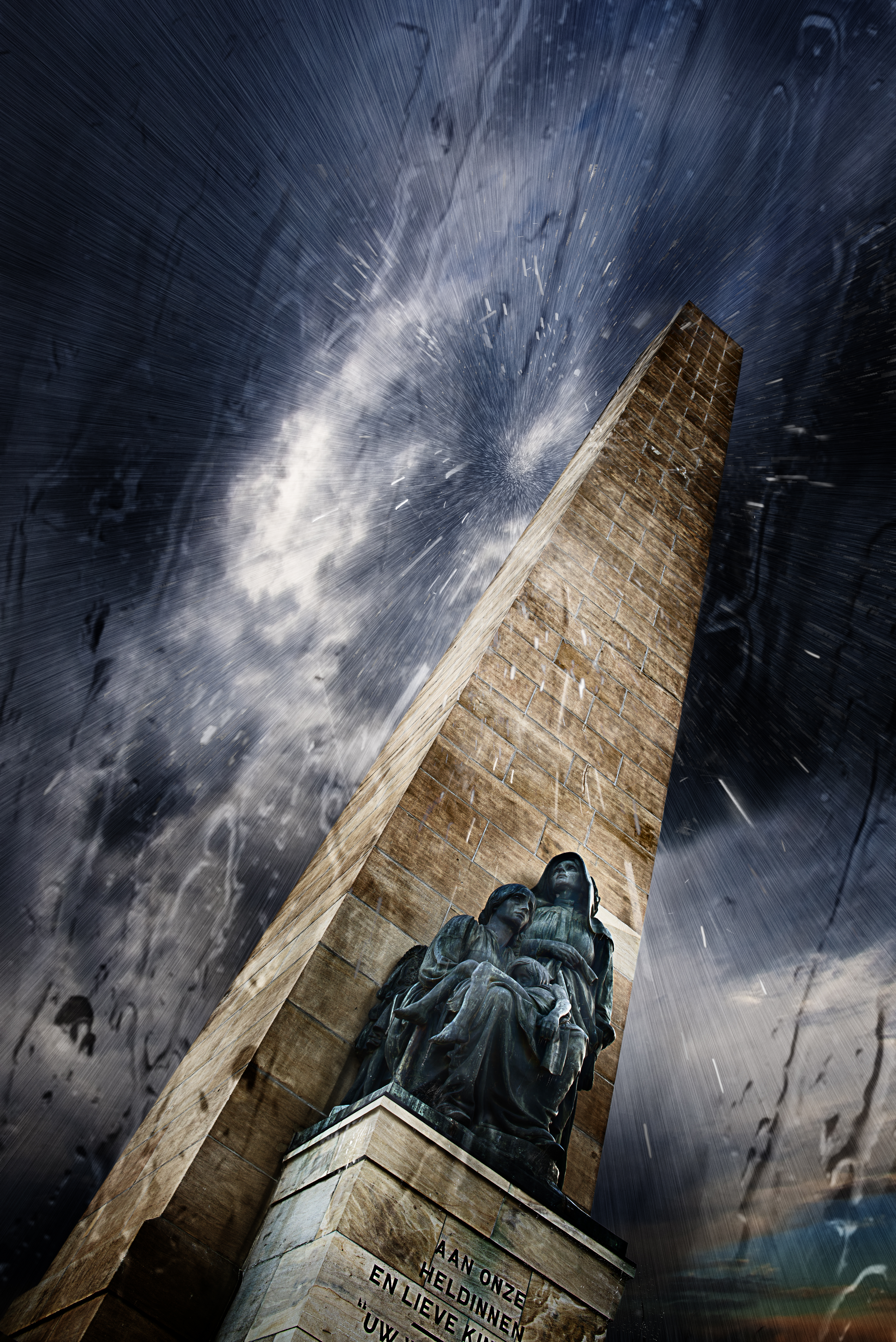
Moderne Fotokünstlerische Interpretation, 2014

Neben der Kampagne für Afrikaans (Tweede Afrikaanse Taalbeweging) trug die Kampagne zur Finanzierung des National Women’s Monument maßgeblich zu einem neuen Nationalbewusstsein der weißen Südafrikaner und zum Aufkommen eines politischen Nationalismus bei. Das Denkmal war einerseits Ausdruck der burischen Ideologie der „volksmoeder“ („Mutter des Volkes“), die Frauen den Bereichen des Haushalts und der Kindererziehung zuordnete, ihre Mutterfunktion aber auch auf die Nation als Ganzes übertrug. Andererseits stützte das Denkmal den burischen Nationalismus, der wesentlich auf der Konstruktion des passiven Leidens der burischen Frauen in den britischen Konzentrationslagern während des Burenkriegs beruhte. Die Rolle der Frauen im Krieg wurde dabei in einer Weise selektiv wahrgenommen und erinnert, die Gewalt zur Verteidigung der Schutzlosen legitimierte.